# Giovan Battista Coletti
Giovan Battista Coletti (Barga, 1778 – Firenze, 4 novembre 1846) è stato un giurista, funzionario e archivista italiano.

## Biografia
Giovan Battista Coletti nacque a Barga, in provincia di Lucca, da Matteo Coletti e Teresa Lucignani. Il 22 giugno 1820 sposò a Livorno, nella parrocchia di S. Caterina, Annunziata de' Terra di Siena, dalla quale ebbe nel 1821 un figlio di nome Francesco. Esperto in legge, ricoprì numerosi incarichi pubblici, a partire dal 1804 quando divenne uno dei deputati di Sanità alle Porte di Pisa e successivamente nella città di Livorno fu sottosegretario del Dipartimento di Sanità e perito fiscale del Tribunale.
Altra sua importante attività fu quella di archivista: nel 1808, su incarico del prefetto del Dipartimento del Mediterraneo di Livorno, si occupò del riordino della biblioteca e dell'archivio della Certosa di Pisa di cui redasse anche il catalogo della biblioteca e scrisse anche una memoria sulla provenienza dei beni della Certosa situati in Corsica.
Nel maggio 1811 fu nominato capo ad interim dell'Ufficio della guerra della Prefettura di Livorno, l'anno seguente fu promosso capo Divisione Finanze presso la medesima Prefettura e incaricato dal prefetto di Livorno della revisione dell'amministrazione dell'Opera del Duomo di Pisa.
Nel 1814 ebbe l'incarico da parte del governatore di Livorno del recupero di documenti della ex Prefettura di Livorno presso l'Ufficio dei fossi di Pisa. Nominato con motuproprio del 9 febbraio 1815 segretario e archivista dei Regi Spedali riuniti di Pisa, dal 1 marzo 1815 al 17 luglio 1819 curò il riordino dell’archivio Roncioni di proprietà di Francesco Roncioni, di cui redasse 7 filze di indici relativi alle oltre millecinquecento pergamene che attualmente sono conservate all'Archivio di Stato di Pisa.
Con motuproprio del 28 giugno 1819 ottenne la nomina di sottosegretario del Dipartimento di Sanità di Livorno in sostituzione di Giuseppe Vivoli, nominato a sua volta segretario, carica che ricoprirà con continuità fino al 1832. Dal 1820 al 1824 fu anche perito fiscale del Tribunale di Livorno.
Con motuproprio del 6 agosto 1835 venne dispensato dal servizio per motivi di salute con l'appannaggio annuo di lire 2800. Morì a Firenze il 4 novembre 1846 nel popolo di S. Lorenzo.

## Opere
- Bibliografia cronologica di leggi toscane concernenti Polizia medica interna, Sanità marittima, Lazzeretti, Porti, Littorale, Marina mercantile ecc. dall'anno 1161 all'anno 1841,opera postuma del Dott. Gio. Battista Coletti, già Sotto Segretario del Dipartimento di Sanità di Livorno, edita per cura del di lui figlio Francesco Coletti, sotto la direzione del Dott. Carlo Morelli, Firenze, Tipografia G. Riva, 1856.

## Archivio personale
La Biblioteca Biomedica dell'Università degli studi di Firenze conserva il fondo di archivio Giovan Battista Coletti consistente essenzialmente in documentazione relativa all'attività svolta come funzionario del Dipartimento di sanità di Livorno, erudito, funzionario amministrativo esperto di legislazione e di conservazione delle carte. Si tratta di circa cento lettere ricevute da vari corrispondenti, fra cui Neri Corsini, Bonaventura Franzesi, L. Spadini, Luigi Cantini, capitano del porto di Livorno, Luigi Morelli, G. Fornaciari; ma anche carte riguardanti la segreteria del Dipartimento di sanità di Livorno, come appunti, memorie, statistiche, copie di editti, minute di rapporti, regolamenti, istruzioni, notificazioni, note di medici; materiale per la compilazione dell'opera Memorie cronologiche per servire di guida alla storia delle pestilenze e contagi e di altri flagelli, appunti manoscritti e a stampa, minute ed osservazioni relativi alla bibliografia di autori e opere sulla peste e sui contagi; copie ed estratti di documenti relativi alla sanità toscana dal XII al XIX secolo utilizzati per la redazione dell'opera pubblicata postuma dal figlio Francesco Coletti.
Nel fondo Guicciardini di Lungarno sono conservate tre lettere inviate dal Coletti da Livorno a Ferdinando di Lorenzo Guicciardini a Lucca e Firenze datate tra il 6 dicembre 1820 e il 30 dicembre 1829.